# Mosquiter becut
El mosquiter becut (Phylloscopus magnirostris) és una espècie d'ocell de la família dels fil·loscòpids (Phylloscopidae). Es troba a Bangadesh, Bhutan, Xina, l'Índia, Myanmar, el Pakistan, Sri Lanka i Nepal. Els seus hàbitats principals són els boscos temperats i els boscos tropicals i subtropicals de frondoses humits de les terres baixes. El seu estat de conservació es considera de risc mínim.